# سیارک ۱۷۳۱۴
سیارک ۱۷۳۱۴ (به انگلیسی: 17314 Aisakos، نامگذاری:1024T-1) هفده هزار و سیصد و چهاردهمین سیارک کشف شده‌است که در ۲۵ مارس ۱۹۷۱ کشف شد.
قدر مطلق سیارک برابر ۱۰٫۸۰ است.